# ロンドン地下電気鉄道

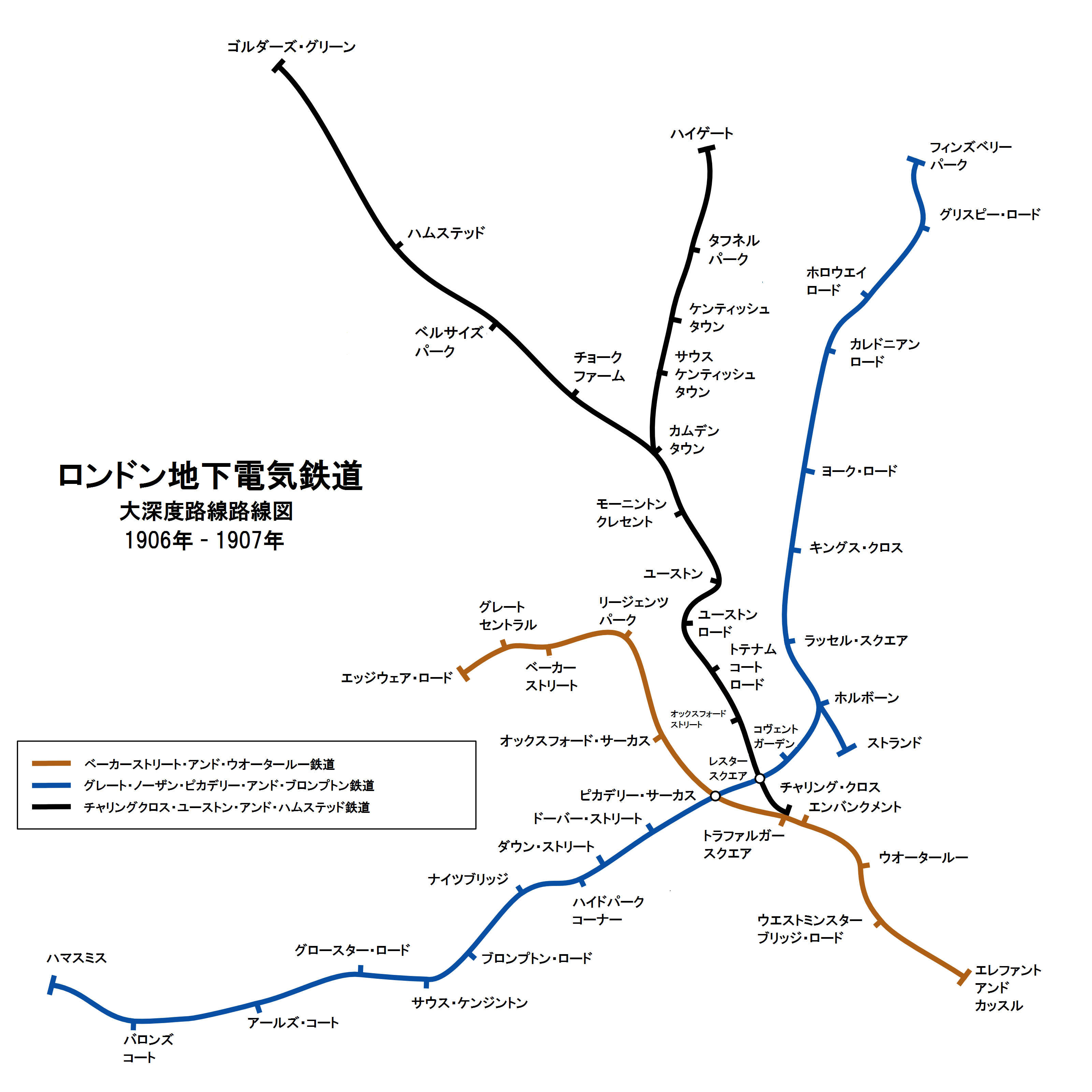
1907年現在の3つのロンドン地下電気鉄道傘下の路線を示す図
ベーカーストリート・アンド・ウォータールー鉄道：茶、チャリングクロス・ユーストン・アンド・ハムステッド鉄道：黒、グレート・ノーザン・ピカデリー・アンド・ブロンプトン鉄道：青

ロンドン地下電気鉄道（ロンドンちかでんきてつどう、英語: Underground Electric Railways Company of London Limited、UERL）は1902年に設立された、チューブと呼ばれる断面の小さなトンネルを使用した3つの地下鉄会社を傘下にもつ持株会社である。今日でもロンドンでは地下鉄の代名詞となっているアンダーグラウンド（英語：The Underground）の名前を傘下各社の統一ブランド名として1907年から用い、1906年から1907年にかけて開業した傘下3社、ベーカーストリート・アンド・ウォータールー鉄道、チャリングクロス・ユーストン・アンド・ハムステッド鉄道、及びグレート・ノーザン・ピカデリー・アンド・ブロンプトン鉄道の路線はロンドン地下鉄ベーカールー、ピカデリー、ノーザン各線の原型となっている。
創業時、ロンドン地下電気鉄道は資金繰りに苦しみ、1908年には破産寸前に陥ったが、複雑な金融手続きによる債務整理で乗り切っている。その後第一次世界大戦までの間は買収による拡大路線をとり、ロンドンと周辺地域の地下鉄の大半を傘下に収めた。さらに、ロンドン地下電気鉄道は多数のバスと路面鉄道路線を支配下に持ち、財務基盤が脆弱だった鉄道事業の赤字を補てんしていた。第一次世界大戦後、1930年代前半までにロンドン地下電気鉄道の路線は乗客獲得のためカウンティ・オブ・ロンドンを超え、ミドルセックス、エセックス、ハートフォードシャー、サリーにまで拡大している。
1920年代に入り、小規模なバス会社が乱立したことでロンドン地下電気鉄道傘下のバス、路面鉄道の利益率が低下し、ロンドン地下電気鉄道の経営陣は政策による規制を求めるようになった。1933年にロンドン旅客運輸公社が設立され、ロンドン地下電気鉄道を含むロンドン地区のすべての民営、公営の鉄道、バス、路面鉄道が公社に吸収され、ロンドン地下電気鉄道も会社としての幕を閉じた。

## 設立

### 背景
1890年に初めての大深度地下鉄であるシティ・アンド・サウス・ロンドン鉄道（英語：City and South London Railway、C&SLR）が開業し、この成功により、大深度地下鉄の路線案が乱立した。ウォータールー&シティ鉄道（英語：Waterloo and City Railway、W&CR）が1898年に、セントラル・ロンドン鉄道（英語：Central London Railway、CLR）が1900年に開業した他は、1901年時点では一路線が建設途上で資金不足により工事が中断、それ以外は資金調達の不調から着工にすら至らない状態だった。
その一方、1868年に開業した半地表の蒸気機関車牽引による地下鉄路線を運営するディストリクト鉄道は、のちにサークル線となるインナー・サークルを中心にハウンズロー、ウィンブルドン、リッチモンド、イーリング、ホワイトチャペル及びニュー・クロスに支線を伸ばしていた。1901年までにはディストリクト鉄道と、モーターバス、路面電車、セントラル・ロンドン鉄道との間の競合が激化、ディストリクト鉄道の乗客数の伸張は停滞期を迎えていた。競争優位を確保するため、ディストリクト鉄道は電化を検討するようになったが、ディストリクト鉄道の財務基盤は工事資金を自ら調達できる状態ではなかった。ディストリクト鉄道はこの時期までに、混雑緩和のため、グロースター・ロードとマンション・ハウス間の既設線の下に大深度路線を敷設する議会の許可を得ていた。
1898年までにアメリカの資本家チャールズ・ヤーキスは、シカゴに路面電車や高架環状鉄道を展開することで富を得ていたが、賄賂や恐喝までをも含むヤーキスのビジネス手法には批判も強く、アメリカのビジネス社会はヤーキスへの協力を渋るようになっていた。ヤーキスは賄賂を用いてシカゴ市議会やイリノイ州議会に100年間の路面鉄道運営権を認可するよう働きかけたが失敗に終わり、世論の厳しい非難にもさらされたことから、シカゴに得ていた資産をすべて売却し、ロンドンでのビジネスに関心をもつようになった。

### ヤーキスによる買収

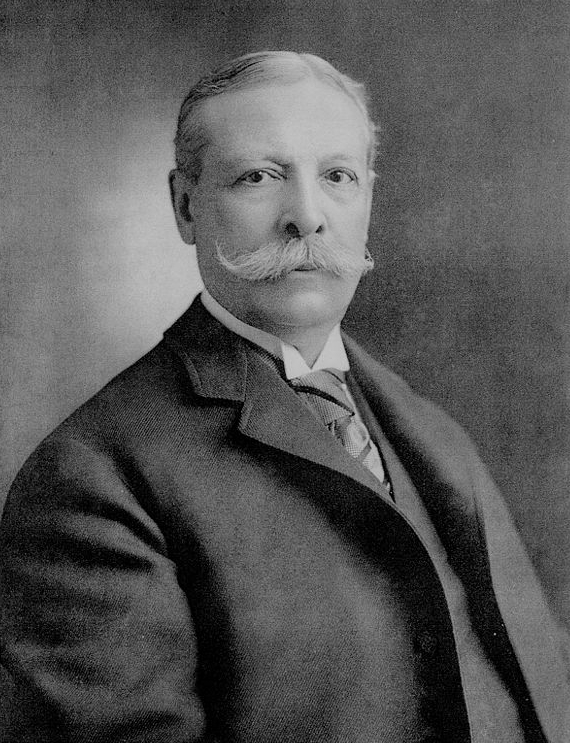
1902年からロンドン地下電気鉄道の会長を務めたチャールズ・ヤーキス

ロンドンでヤーキスはまずチャリングクロス・ユーストン・アンド・ハムステッド鉄道（英語：Charing Cross, Euston and Hampstead Railway、CCE&HR）を買収した。チャリングクロス・ユーストン・アンド・ハムステッド鉄道はチャリング・クロスからハムステッド及びハイゲートへの大深度路線の議会許可を得ていたが、株式の売却は不調であり、建設資金を集められていない状態だった。多数の鉄道会社の顧問弁護士を務め、ルース選挙区選出の国会議員だったロバート・パークスは、1900年9月28日にヤーキスとアメリカの投資家集団にチャリングクロス・ユーストン・アンド・ハムステッド鉄道を10万ポンド（2013年の約940万ポンドに相当）で購入することを提案した。
パークスはヤーキスがチャリングクロス・ユーストン・アンド・ハムステッド鉄道の次に買収を検討していたディストリクト鉄道の大株主でもあった。1901年3月までに、ヤーキス以下の投資家集団はディストリクト鉄道の経営権を握り、電化を提案した。ヤーキスは1901年7月15日にヤーキス自身を社長とするメトロポリタン・ディストリクト電気鉄道（英語：Metropolitan District Electric Traction Company、MDETC）を設立し、発電所の建設と電気車両の製造を含む電化計画の実現に10万ポンド（2013年の940万ポンドに相当）の資金を集めた。パークスは1901年9月にディストリクト鉄道の会長に就任している。
ブロンプトン・アンド・ピカデリーサーカス鉄道（英語：Brompton and Piccadilly Circus Railway、B&PCR）は1896年に設立された大深度地下鉄の会社で、1898年にディストリクト鉄道に買収されたものの、別会社として残されていた。ブロンプトン・アンド・ピカデリーサーカス鉄道はサウス・ケンジントンからピカデリー・サーカスまでの大深度地下鉄の議会許可を得ており、この路線はサウス・ケンジントンでディストリクト鉄道が計画していた別の大深度地下鉄と接続する計画となっていたが、路線建設の資金を集められずにいた。1901年9月12日、ディストリクト鉄道の支配下にあったブロンプトン・アンド・ピカデリーサーカス鉄道の取締役会は同社をメトロポリタン・ディストリクト電気鉄道に売却した。ブロンプトン・アンド・ピカデリーサーカス鉄道は同じ月にストランドからフィンズベリー・パークまでの路線建設許可をもっていたグレート・ノーザン・アンド・ストランド鉄道（英語：Great Northern and Strand Railway、GN&SR）の経営権を握っている。その後、ブロンプトン・アンド・ピカデリーサーカス鉄道とグレート・ノーザン・アンド・ストランド鉄道の路線は接続され、ディストリクト鉄道の大深度路線の一部に組み込まれることでグレート・ノーザン・ピカデリー・アンド・ブロンプトン鉄道（英語：Great Northern, Piccadilly and Brompton Railway、GNP&BR）となった。
1902年3月にヤーキスはパディントンからエレファント・アンド・カッスルまでの路線の建設許可をもつベーカーストリート・アンド・ウォータールー鉄道（英語：Baker Street and Waterloo Railway、BS&WR）を36万ポンド（2013年の3410万ポンドに相当）で買収した。ヤーキスのロンドンでの最後の鉄道会社買収案件である。ヤーキスが買収した他の会社は計画、資金集めの段階だったが、ベーカーストリート・アンド・ウォータールー鉄道の建設工事は1898年に始まっており、1900年に親会社であるロンドン・アンド・グローブ金融がワイテイカー・ライト社長の詐欺で経営破たんし、建設が中断した時点で工事はかなり進捗していた。
ヤーキスは買収した各社がそれぞれの事情を抱えていることを考慮、建設計画を遂行するために持ち株会社であるロンドン地下電気鉄道を1902年に設立、各社を傘下に置くとともに自身が会長に就任した。1902年6月8日、ロンドン地下電気鉄道は株式交換と株式購入によりメトロポリタン・ディストリクト電気鉄道を買収した。

### 資金調達
ロンドン地下電気鉄道は500万ポンド（2013年の4.74億ポンドに相当）の初期資本で設立された。ロンドンのスパイヤー・ブラザース、ニューヨークのスパイヤー、ボストンのオールド・コロニーの3つの金融機関の支援を受け、各金融機関は出資金からそれぞれ25万ポンドを受け取ることになっていた。ロンドン地下電気鉄道の株の約60パーセントはアメリカで、1/3はイギリスで、残りは主にオランダで売却された。創立時の資本金では建設工事が賄えず、すぐに株が追加で発行され、社債も起債されている。ロンドン地下電気鉄道の資本金は最終的に1800万ポンド（2013年の16.9億ポンドに相当）に達した。
ロンドン地下電気鉄道の資金調達には、ヤーキスがアメリカで用いた手法と同様、高度に複雑で、難解な金融技術が用いられた。一例として、ヤーキスは「利益共有型元本保証証券」と称する社債で700万ポンドを調達している。この手法では、社債は額面価格の4パーセント引で販売され、1908年に額面価格に5パーセントの利子をつけて償還されることになっていた。ロンドン地下電気鉄道が営業を開始し、利益を上げるようになれば株価が上昇し、債権、株券をもつ投資家は利息と株価上昇の両面から利益が得られると想定された。

## 建設工事

### ディストリクト鉄道の電化

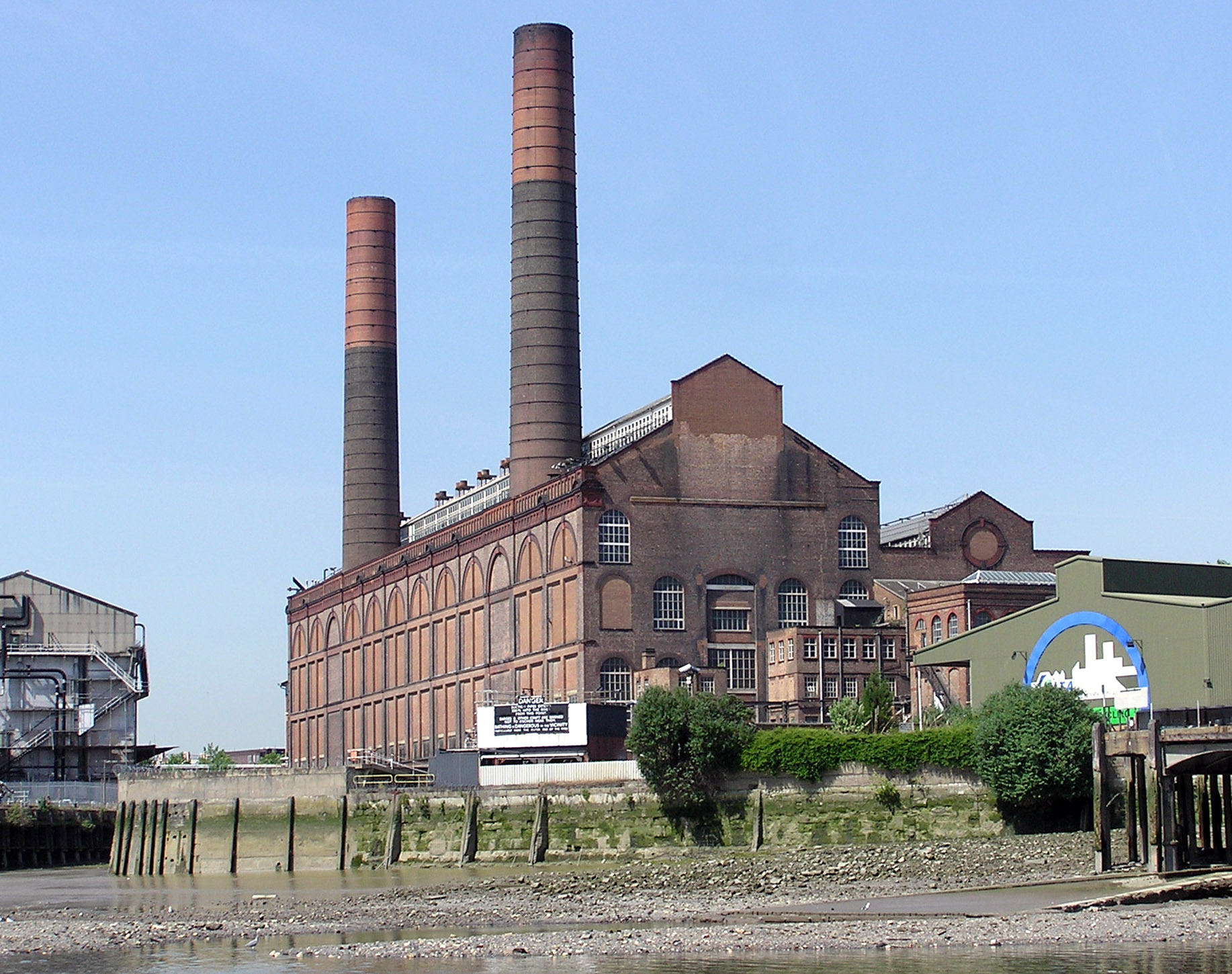
ロンドン地下電気鉄道の全路線の電力を賄うために建設されたロッツ・ロード発電所。当初は4基の煙突を備えていた。

ヤーキスによって買収される以前、ディストリクト鉄道はインナー・サークルを共同利用していたロンドンのもう一つの半地表地下鉄会社、メトロポリタン鉄道（英語：Metropolitan Railway、MR）と共同で電化の実験を進めていた。アールズ・コートとハイ・ストリート・ケンジントンの間の一部の路線が4線軌条方式で電化され、両社共有の試験列車が1900年2月から11月にかけて運行された。この試験で電化運転の実用性が確認され、電化方式の検討を行う両社共同の委員会が設立された。
委員会はハンガリーの電機会社ガンツが提案した三相交流 3,000ボルトの方式を最有力としていた。この方式では路線の上に設置された架空電線から比較的高い電圧で電力を供給するもので、変電所の数を減らせることなどから、走行用線路とほぼ同じ高さに設置された電力供給用線路から比較的低い電圧で電力を供給する第三軌条方式や4線軌条方式よりも安価であるとされた。三相交流3,000ボルトを用いたガンツの実験線がブダペストに建設されていたが、営業運転での採用例はなかった。ガンツとの契約が成立する前に、ディストリクト鉄道の経営権がアメリカで第三軌条方式の比較的低い電圧による直流電化での成功体験をもつ技術陣を抱えたヤーキスの手にわたった。ヤーキスの技術陣はガンツの提案を拒絶し、ロンドン地下電気鉄道での採用を見込んでいた直流低電圧での電化を指向した。ディストリクト鉄道とメトロポリタン鉄道の間で戦わされた、タイムズ紙上での公開討論を含む熾烈な議論ののち、決定は商務省での裁決に委ねられた。裁決委員会の長であったアルフレッド・リトルトンがディストリクト鉄道の方針に批判的であったにもかかわらず、1901年に4線軌条方式による直流電化の採用が決定された。
裁決を受け、イーリング・コモンからサウス・ハーロウの延伸線が1903年に初の電化路線として開業した。ディストリクト鉄道の路線の電化は1905年半ばに完了したが、メトロポリタン鉄道での対応が方針の変更により遅れたため、インナー・サークルの電化は予定されていた1905年7月1日から数カ月遅れることとなった。電化路線への電力はチェルシー・クリークに設けられたロンドン地下電気鉄道のロッツ・ロード発電所から供給された。ロッツ・ロード発電所はブロンプトン・アンド・ピカデリーサーカス鉄道によって計画されたもので、1902年に着工し、1904年12月に完成している。ロッツ・ロード発電所は1905年1月に稼働を開始、三相交流11,000ボルトを供給、鉄道路線の近くに設置された変電所で直流550ボルトに変換された。ロッツ・ロード発電所はロンドン地下電気鉄道の全路線へ電力を供給してもまだ余力があり、将来の延伸に備える能力をもっていた。ディストリクト鉄道の最後の蒸気機関車けん引の列車が退役する1905年11月5日までに、ロンドン地下電気鉄道は170万ポンド（2013年の1.59億ポンドに相当）の費用を電化工事に投じている。

### 大深度路線の建設

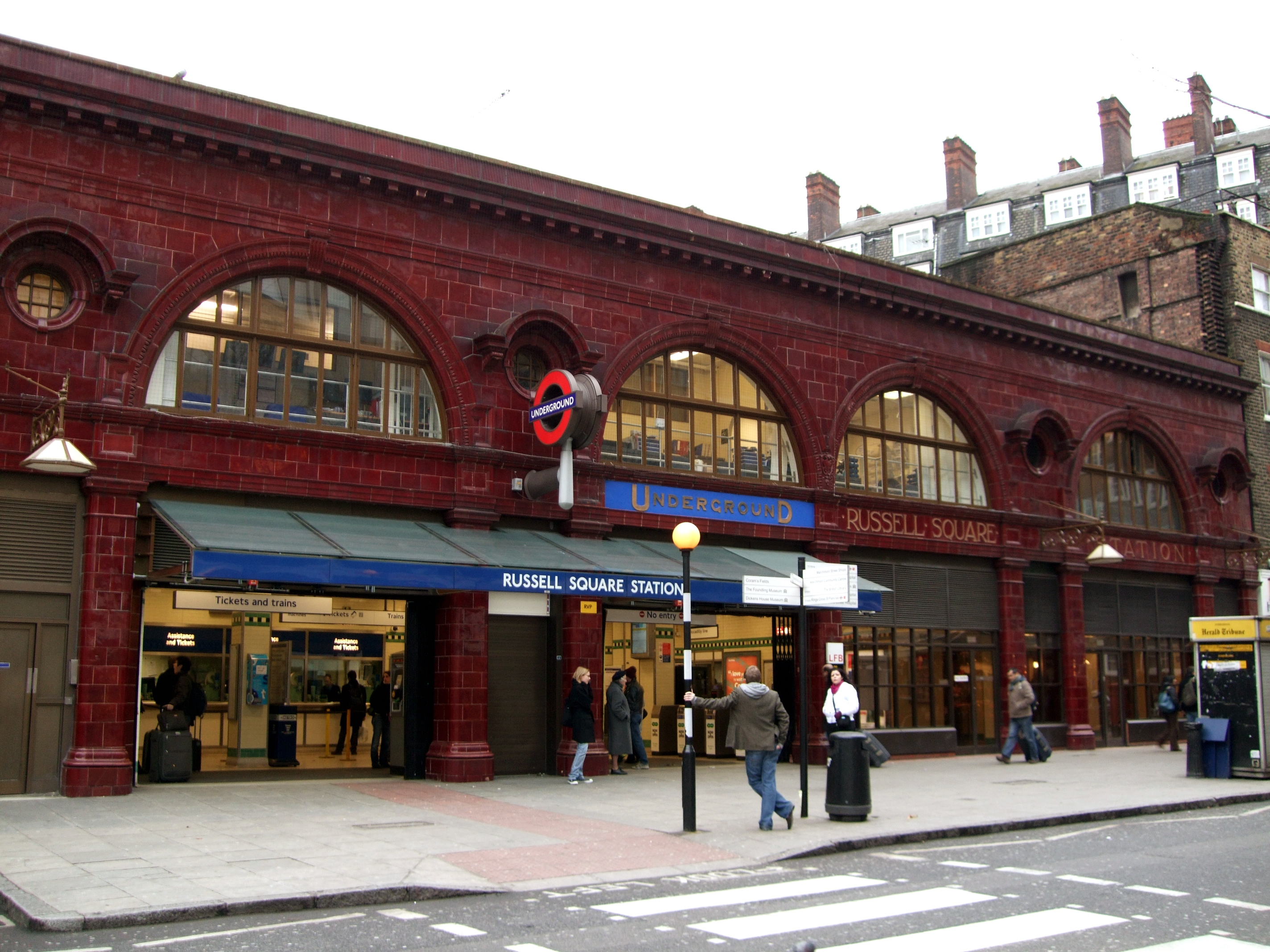
ラッセル・スクウェア駅。レスリー・グリーン設計によるロンドン地下電気鉄道の駅の例。

資金調達が軌道に乗り、ベーカーストリート・アンド・ウォータールー鉄道の建設が再開された。工事中断時点でトンネルの50%、駅構造物の25%の工事が完了していた が、1904年2月にはエレファント・アンド・カッスル - マリルボン間のトンネル工事が完了し、駅構造物の工事が行われている段階となった。グレート・ノーザン・ピカデリー・アンド・ブロンプトン鉄道とチャリングクロス・ユーストン・アンド・ハムステッド鉄道は1902年7月に着工し、ロンドン地下電気鉄道は1904年10月発行の年次報告書にグレート・ノーザン・ピカデリー・アンド・ブロンプトン鉄道の工事進捗率は80%、チャリングクロス・ユーストン・アンド・ハムステッド鉄道は同75%と記載している。
先行する大深度路線と同様、ロンドン地下電気鉄道の路線は土中をシールドマシンで掘削し、鋳鉄のブロックを円形にボルトで固定した後、薬液を注入してブロックの外側を硬化させて構築されたシールドトンネルを2本建設する工法で建設された。トンネルは道路の直下に2本を横に平行して建設することを基本としたが、道路幅が狭いところでは2本のトンネルが上下に平行に構築された。ロンドン地下電気鉄道が建設した3つの路線の駅の地上構造物は建築家レスリー・グリーンの設計による標準化された構造のものとされた。駅舎は赤いテラコッタタイルが貼られた鉄筋構造で、上階に半円状の窓をもつものが基本である。将来駅舎の上に商業施設を追設することを考慮し、駅舎の屋根は平面とされた。各駅には駅舎とホームを結ぶ2から4基のエレベーターと非常用螺旋階段が設けられた。
ホーム階の傾斜した壁面には駅名標とレスリー・グリーンがデザインした駅ごとに異なる模様が配された 。
ロンドン地下電気鉄道ではウェスティングハウス製の軌道回路を使用した、前方の閉そく区間に列車が在線しているか否かで信号表示が決まる自動信号システムが採用された。信号は線路の脇に設置されたトリップアームと連動しており、信号が赤の時はアームが立ち上がる。列車が赤信号を超えて進んだときは車両側のブレーキ配管に設置されたトリップコックが地上側のトリップアームとあたり、ブレーキが自動的に作動する仕組みであり、日本では打子式ATSと呼ばれているものである。

## 経営状況

### 開業時の経営危機

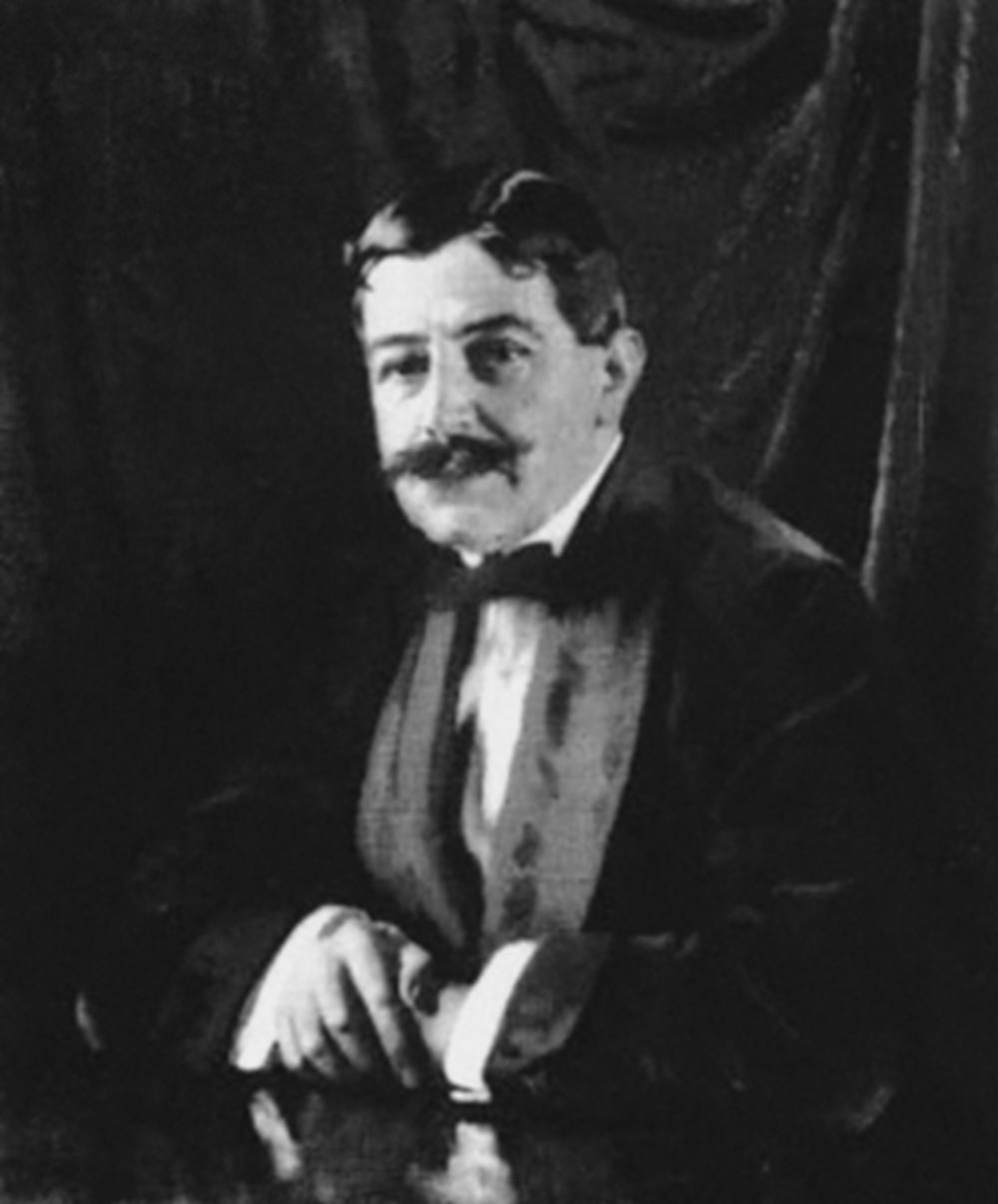
スパイヤー・ブラザースの会長で、1906年からロンドン地下電気鉄道の会長を務めたエドガー・スパイヤー

ディストリクト鉄道の電化工事は急ピッチで進んだものの、その完成を見ることなくヤーキスは1905年12月29日にニューヨークで死去し、代わってエドガー・スパイヤーがロンドン地下電気鉄道の会長に就任した。スパイヤーはロンドン地下電気鉄道の支援を行っていたスパイヤー・ブラザースの会長であり、ニューヨークの金融機関、スパイヤーの支援者でもあった。ノース・イースタン鉄道のゼネラル・マネージャーだったジョージ・ギブがロンドン地下電気鉄道の社長となった。ベーカーストリート・アンド・ウォータールー鉄道は1906年3月10日、グレート・ノーザン・ピカデリー・アンド・ブロンプトン鉄道は1906年12月15日、チャリングクロス・ユーストン・アンド・ハムステッド鉄道は1907年6月22日に開業した。各鉄道はすぐにベーカールー・チューブ、ピカデリー・チューブ、ハムステッド・チューブと呼ばれるようになった。
新規路線の開業後しばらくの間ロンドン地下電気鉄道の経営は厳しい状態が続いたが、ヤーキスはこれを見ることもなかった。開業前に見積もられた乗客数が過大だったため、莫大な借入金の利子支払いが出来ない状態に陥った。ベーカールー・チューブは開業前に12カ月で3500万人を輸送すると計画されていたが、実績はその60%、2050万人にとどまった。ピカデリー・チューブは6000万人の計画に対して2600万人、ハムステッド・チューブは5000万人の計画に対して2500万人だった。ディストリクト鉄道は電化により利用客が1億人に増加すると計画されていたが、実績は5500万人に終わっていた。ロンドン地下電気鉄道の路線間や他の半地表地下鉄との競合に加え、急激に路線を拡大した路面電車が馬車の乗客の大半を奪ったことが計画値に乗客数が達さなかった要因として挙げられている。低価格に抑えられた運賃も併せて収益を圧迫したとされている。
ロンドン地下電気鉄道の経営上最大の課題は5年満期の利益共有型債権が1908年6月30日に満期を迎えることにあったが、手持ち資金は枯渇していた。スパイヤーはロンドン・カウンティ・カウンシル（英語： London County Council、LCC）に500万ポンドの公的資金を注入するよう働きかけたが不調に終わり、ロンドン地下電気鉄道を破産に追い込むことを辞さない投資家に対してはスパイヤーの個人資産を切り崩して対処した。スパイヤーとギブは出資者がもつ社債を1933年から1948年にかけて返済する長期債務に切り替える合意を取り付け、危機を乗り切った。

### 統合
スパイヤーとギブが債務整理にあたるのと並行して、1907年にロンドン地下電気鉄道のゼネラル・マネージャーに就任したアルバート・スタンレーは経営体制を改めることによる収益の改善に着手した。スタンレーは営業マネージャーだったフランク・ピックと共に、ロンドン地下電気鉄道の傘下に入っていない路線を含むすべてのロンドンの地下鉄路線をアンダーグラウンド（英語：The Underground）の統一ブランド名でまとめるとともに、予約システムや、統一運賃を導入することで乗客数を増加させる施策をとった。

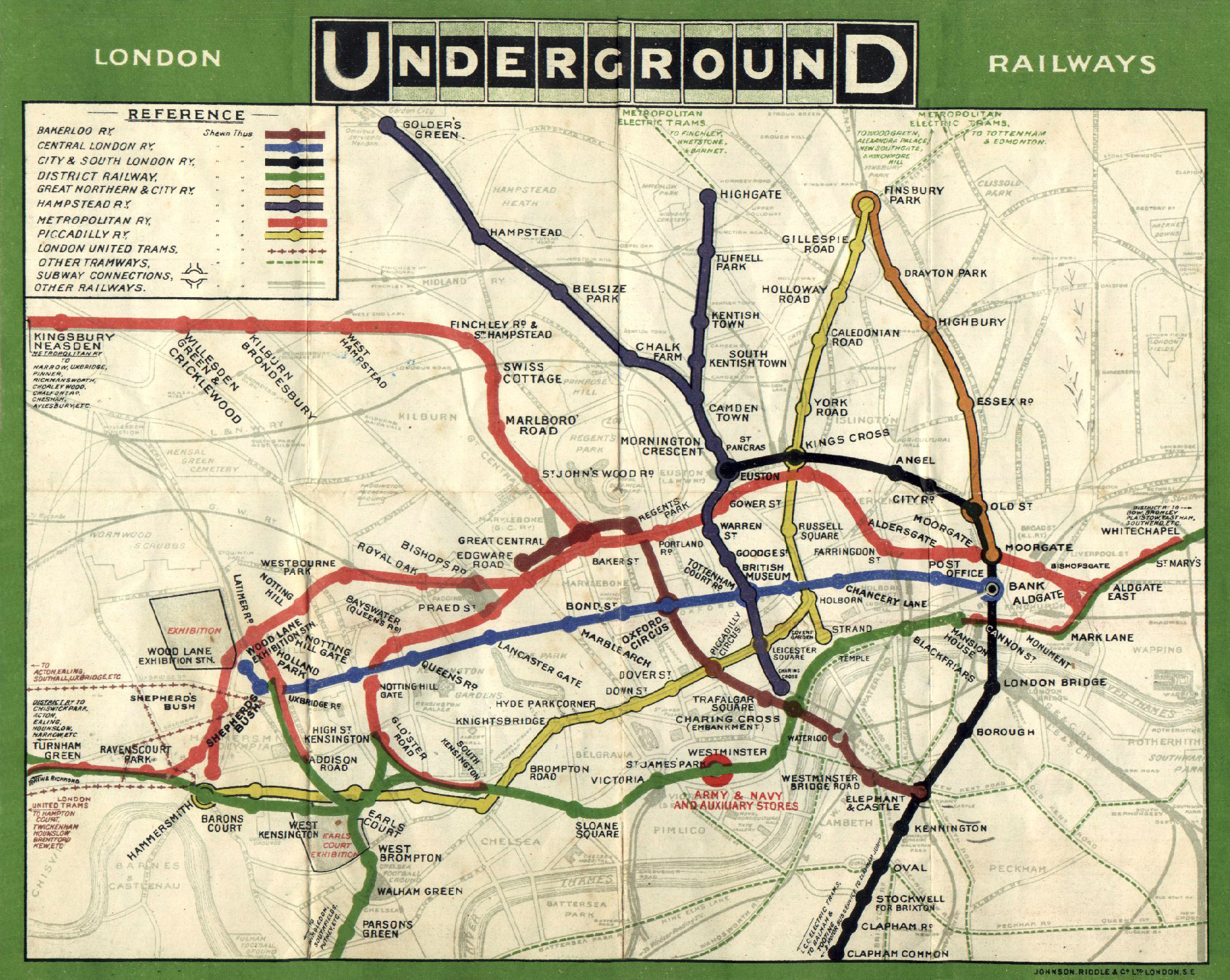
1908年に発表された最初のアンダーグラウンド路線図。ロンドン地下電気鉄道の路線に加え、他の地下鉄会社やメトロポリタン鉄道の路線が記載されている。

1909年、ロンドン地下電気鉄道はアメリカの投資家集団による反対を押し切り、ベーカールー、ハムステッド、ピカデリーの3つのチューブ路線を正式にロンドン電気鉄道（英語：London Electric Railway Company 、LER）に統合する個別的法律案が国会に提出されたことを発表した。この法案は1910年7月26日に1910年ロンドン電気鉄道統合法として国王裁可を得た。このとき、ディストリクト鉄道はチューブ3路線とは別会社のまま残されている。 
1910年にロンドン地下電気鉄道の社長に就任したスタンレーは、ロンドン・ゼネラル・オムニバス（英語：London General Omnibus Company、LGOC）を1912年に、セントラル・ロンドン鉄道とシティ・アンド・サウス・ロンドン鉄道を1913年1月1日にロンドン地下電気鉄道の傘下に吸収した。ロンドン・ゼネラル・オムニバスはロンドンのバス運営を独占し、他のロンドンの地下鉄会社の配当率が数パーセントにとどまる中、18パーセントの配当を出していた。ロンドン・ゼネラル・オムニバスのあげる高い利益により、ロンドン地下電気鉄道傘下各社の赤字が補てんされた。ロンドン地下電気鉄道はブリティシュ・エレクトリック・トラクションと共同所有したロンドン近郊鉄道会社（英語：London and Suburban Traction Company、LSTC）を通じ、ロンドン・ユナイテッド路面鉄道、メトロポリタン電気路面鉄道及びサウス・メトロポリタン電気路面鉄道の経営権を握った。
ロンドン地下電気鉄道はバス製造会社であるアソシエーテッド・エクイップメント（英語：Associated Equipment Company、AEC）の経営権も握った。巨大化したロンドン地下電気鉄道は大企業連合とみなされるようになり、メトロポリタン鉄道（及びその傘下にあったグレートノーザン・アンド・シティ鉄道とイースト・ロンドン鉄道を含む）とウォータールー・アンド・シティ鉄道だけがロンドン地下電気鉄道傘下に入らずに残ったロンドンの地下鉄会社となった。

### 延伸と経営改善

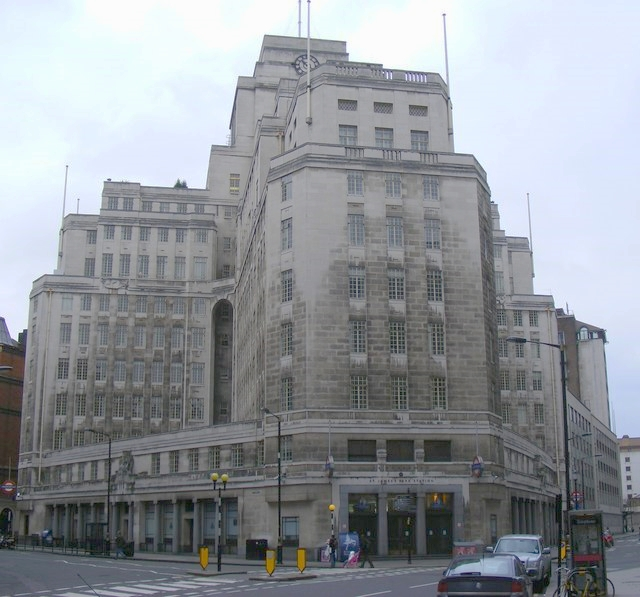
ブロードウエイ55番地のロンドン電気鉄道本社

ロンドン地下電気鉄道は、郊外に路線を延伸し、沿線の住宅地としての開発を促すことで、乗客数を増加させる施策を採った。ディストリクト鉄道は1910年にアクスブリッジまで延伸し、メトロポリタン鉄道の路線と接続した。1913年にベーカールー・チューブは パディントンに、1917年にはクイーンズ・パークを経由してワトフォード・ジャンクションまで延伸された。ハムステッド・チューブは1914年に南側にエンバンクメントまで延伸し、ディストリクト鉄道及びベーカールー・チューブと接続した。ハムステッド・チューブは北側でも1924年にゴルダーズ・グリーンからミドルセックスのエッジウェアに、1926年には南側でケニントンに達してシティ・アンド・サウス・ロンドン鉄道と接続した。シティ・アンド・サウス・ロンドン鉄道は同じく1926年にトンネル改築と併せ、クラップハム・コモンからモーデンまで延伸された。セントラル・ロンドン鉄道は1920年にイーリング・ブロードウェイまで延伸された。リッチモンド延伸の国王裁可は1913年におり、1920年に再度裁可されているが、路線は建設されないままとなった。後年、1932年から1933年にかけてピカデリー・チューブは両端で延伸が行われ、北側はフィンズベリー・パークからコックフォスターズへ、西側はハマスミスからディストリクト鉄道の線路に乗り入れてハウンズロー、アクスブリッジに足を伸ばした。
平行して、ロンドン市内中心部の混雑が激しい駅の近代化計画が推進され、エレベーターを撤去してエスカレーターを新設する工事が行われた。新造や更新により車両両端に手動式ゲートを設置していた車両が、中央寄りに自動ドアを設置した車両に置き換えられ、乗降時間の短縮がはかられた。1920年代半ばには巨大化した組織に対応するため、 チャールズ・ホールデン設計による新本社が セント・ジェームズ・パーク駅の直上にあたるブロードウエイ55番地に建設された。

## 公営会社への移行
1920年代初期から、ピラーツ（英語：pirats、日本語では掠奪者などの意）と呼ばれる無統制の多数の零細バス会社との競合が激化してロンドン・ゼネラル・オムニバスの乗客が減少、バス事業の利益率低下によって持ち株会社であるロンドン地下電気鉄道の利益率も悪化したため、スタンレーはロンドン周辺の公共交通を統制するようロビー活動を行うようになった。1923年以降、スタンレーと労働党のロンドン・カウンティ・カウンシル議員、ハーバート・モリソン の主導により、規制の程度と、公的機関が運営する公共交通機関の役割をめぐる議論を重ねながらロンドンの公共交通を統制する政策が進められていった。スタンレーはこの政策を通じてロンドン地下電気鉄道グループが競争から保護されるとともに、ロンドン・カウンティ・カウンシルが運営する路面鉄道を支配することをもくろむ一方で、モリソンは公的機関がロンドンの公共交通すべてを運営することを考えていた。7年に及ぶ議論の末、1930年末にはロンドン地下電気鉄道、メトロポリタン鉄道及びすべてのロンドン地区のバスと路面鉄道の運営を引き継ぐロンドン旅客運輸公社（英語：London Passenger Transport Board、LPTB）の設立が発表された。1910年にロンドン地下電気鉄道傘下の3つの地下鉄会社の統合を実現した際にもスタンレー自身が投資家を説得していたが、公社設立にあたってもスタンレーの卓越した説得能力によりロンドン地下電気鉄道の株主の合意を得ている。
国有化ではなく、公的機関による保有という妥協策を採った結果、公社の経営陣はスタンレーを会長に、ピックスを常務に迎えることになった。